# Fabio Pietrella
Fabio Pietrella (Carbonia, 11 aprile 1977) è un politico italiano.

## Biografia
Laureato in economia aziendale all'università di Parma, è stato eletto Presidente di Confartigianato Moda e Presidente di Confexport.
Alle elezioni politiche in Italia del 2022 viene eletto deputato della Repubblica Italiana per Fratelli d'Italia.